# Sprogø

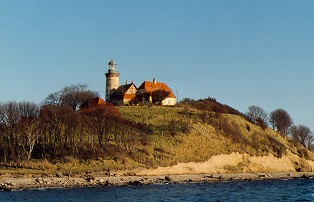
Het oude Sprogø gezien vanaf de zee (1989)

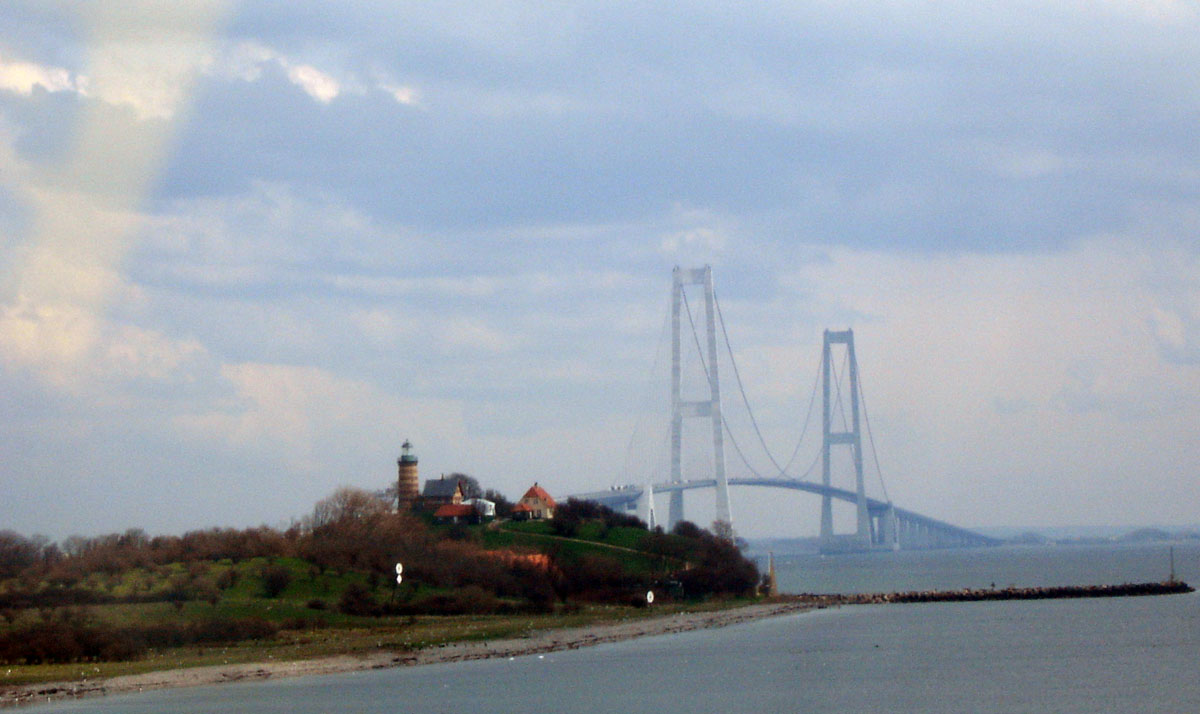
Sprogø en Grote Beltbrug

Sprogø is een klein Deens eiland, gelokaliseerd in de Grote Belt, de zeestraat die de belangrijkste eilanden Funen en Seeland van elkaar scheidt. Het eiland ligt ongeveer halverwege de zeestraat.

## Geschiedenis
De eerste referentie naar het eiland dateert uit de 12e eeuw. Het eiland werd toen Sproøe genoemd, afgeleid van het (oud)-Deense woord Sproe dat verkennen betekent. Er zijn resten van gebouwen uit de 12e eeuw aanwezig, waaronder een fort dat gebouwd werd in opdracht van koning Waldemar I. Voorafgaand aan de aanleg van het Grote Beltbrugtraject vond er archeologisch onderzoek plaats. Daaruit bleek dat de eerste bewoners achtduizend jaar eerder op het eiland arriveerden.
Op Sprogø was van 1801 tot 1865 een telegraafstation aanwezig. Het station maakte deel uit van de telegraaflijn die Nyborg verbond met Korsør. In 1868 werd er een vuurtoren neergezet. Deze verving een ouder gebouw dat eerder op de resten van de 12e-eeuwse fort was gebouwd. De toren is 19 meter hoog en het licht staat 44 meter boven zeeniveau. Het licht van de vuurtoren werd in 1980 gedoofd. In 1997 is het opnieuw aangestoken, maar het heeft geen praktische betekenis voor de scheepvaart.
Tussen 1923 en 1961 werd het eiland gebruikt voor de gedwongen opvang van vrouwen die een seksueel losbandig leven voorstonden. De belangrijkste reden daarvoor was om ongewenste zwangerschappen te voorkomen. Het gesticht was een zogenoemde Keller-instelling. Sterilisatie der "moreel zwakzinnigen" kon een onderdeel vormen van de opvang op initiatief van de directie op basis van de Deense sterilisatiewet van 1929. Deze handelingswijze werd destijds beschouwd als humaan, aangezien het alternatief was dat de vrouwen werden opgesloten in de gevangenis. De gedwongen sterilisaties werden in 1967 stopgezet. In deze periode werden er circa 500 vrouwen gehuisvest. Mannen werden op dezelfde basis gehuisvest op het eiland Livø. In de jaren na sluiting was er decennia lang weinig publieke belangstelling voor de gebeurtenissen, maar dit veranderde na de publicatie van Letfærdig og Løsagtig door Birgit Kirkebæk in 2004. Het gesticht is gebruikt als kader voor het boek Dossier 64 van Jussi Adler-Olsen.
Het eiland heeft geen permanente bewoners meer. Het is in gebruik door het bedrijf Sund og Baelt, dat eigenaar is van de Grote Beltbrug. Het is tevens een natuurreservaat.
Vanaf 1998 is het eiland deel van het Grote Beltbrug. Het is met Funen verbonden door een kokerbrug, voor weg- en spoorverkeer, en met Seeland door een hangbrug en twee spoortunnels. Tijdens de bouw groeide het eiland door landwinning van 38 naar 154 hectare.

- Library of Congress Control Number: sh85127034
- Nationale Bibliotheek van Israël: 987007529682205171
- Virtual International Authority File: 240576535